# Théodore Steeg

Théodore Steeg  (Libourne, 1868. december 19. – Párizs, 1950. december 19.) francia politikus, a Harmadik Francia Köztársaság 68. miniszterelnöke.

## Pályafutása
A Sorbonne-on szerzett jogi és bölcsészdiplomát. 1892 és 1904 között filozófiát tanított Vannes-ban, Niort-ban, és Párizsban. 1905-ben bejegyzett ügyvéd lett a párizsi bíróságon. 1906-ban Seine megye képviselőjévé választották, és mandátumát 1914-ig megtartotta.
1911/12-ben közoktatási miniszter Ernest Monis és Joseph Caillaux kormányában. 1921 júliusában Francia Algéria kormányzójává nevezték ki. 1925 áprilisában az igazságügyi minisztérium élére került, de októberben a Marokkói Francia Protektorátus kormányzójaként váltotta fel Hubert Lyautey-t. 1928-ban visszatért Franciaországba és a szenátus gyarmati ügyekkel foglalkozó bizottságában vett részt. 1930. december 13-án kormányt alakított, amely negyven nap után megbukott a mezőgazdasági politikája miatt. 1938 januárjától Camille Chautemps negyedik kormányában gyarmatügyi miniszter. 1940-ben nem szavazott Henri Philippe Pétain teljhatalmára.

## Kapcsolódó szócikk
- Franciaország miniszterelnökeinek listája